# Pekelkreeftjes (familie)
De pekelkreeftjes (Artemiidae) zijn een familie binnen de orde Anostraca.

## Kenmerken
Deze dieren hebben een snelle levenscyclus. Hun goed ontwikkelde eieren zijn in staat om een totale droogte van 5 jaar te doorstaan in periodiek uitdrogende wateren.

## Verspreiding en leefgebied
Deze familie komt wereldwijd voor in zilte meren en plassen. 

## Geslacht
- Artemia Leach, 1819